# 高崎城

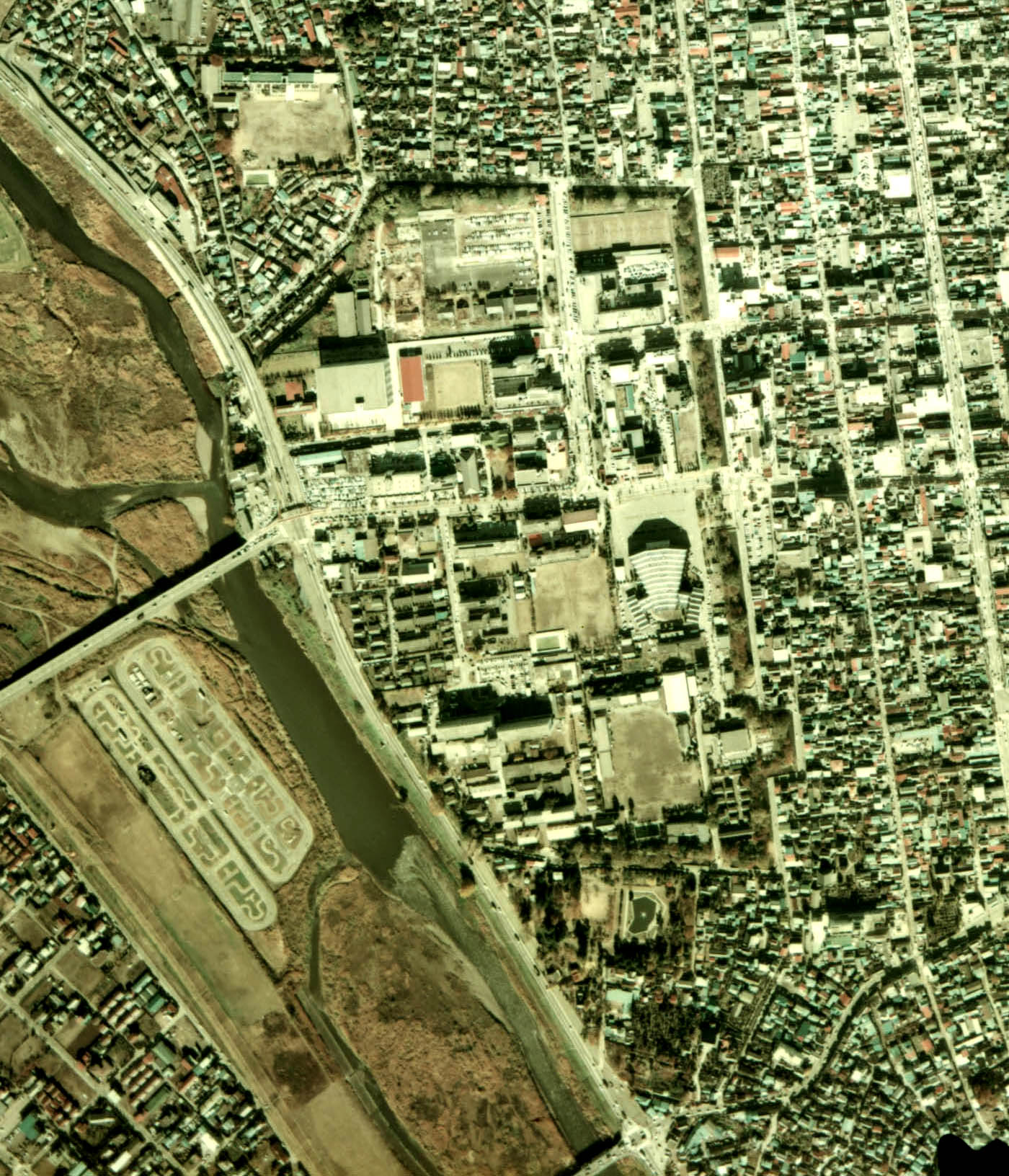
高崎城の航空写真
（1975年撮影・国土航空写真）

高崎城（たかさきじょう）は、群馬県高崎市（上野国群馬郡高松町）にあった日本の城（平山城）。旧名・和田城（わだじょう）。江戸時代には高崎藩の藩庁となった。城跡の一部が高崎市の史跡に指定されているほか、現存建造物や関係史料が県または市指定の重要文化財に指定されている。

## 概要
高崎城は烏川に沿って築城された輪郭梯郭複合式の平城である。本丸には御三階櫓（天守）と乾（いぬい/北西）、艮（うしとら/北東）、巽（たつみ/南東）、坤（ひつじさる/南西）の4基の隅櫓があった。現存するのは乾櫓（県重文指定）のみである。本丸を囲むように、西の丸、梅の木郭、榎郭、西曲輪、瓦小屋があり、二の丸、三の丸が梯郭式で構えられていた。城の周りは土塁で囲まれ、石塁はほとんど造られなかった。かつて城内には本丸門など16の門があり、通用門として使われていた東門（市の重要文化財）だけが移築復元されて現存している。また、三の丸土塁と水堀は現在の町並みにも活きており、当時の面影を今に伝えている。
現在、城跡は市街化が進み、超高層21階の市役所や音楽センターなど公共施設が多く並ぶ。お堀の周辺は高崎城址公園として、約4.9haが整備されており春には約300本のソメイヨシノやツツジが満開となる。城を囲む土塁の上は遊歩道になっている。

## 歴史・沿革

### 和田城時代
高崎城の地には古くは和田城と呼ばれる城があった。和田城の創建は古く、平安時代末期に遡り、この地の豪族和田義信が築城したと言われる。
室町時代になり関東管領の支配するところとなると、和田氏は管領の上杉氏に帰属した。永禄4年（1561年）当時の城主和田業繁は帰属していた上杉謙信に反旗を翻し、武田信玄についた。和田城は上杉勢の度々の侵攻によく耐えた。その子、和田信業は、北条氏に属した。天正18年（1590年）豊臣秀吉の小田原征伐の際には小田原城に籠城した。和田城の留守を預かる信繁の子・兼業は、前田利家・上杉景勝等の連合軍に大軍をもって包囲され、4月19日（新暦5月22日）に落城し、廃城となった。

### 高崎城
小田原征伐の後、関東には徳川家康が入部した。家康の関東入部とともに箕輪城主となっていた井伊直政は、慶長2年（1597年）家康の命により、和田故城の城地に近世城郭を築いた。この地は中山道と三国街道の分岐点に当たる交通の要衝であり、その監視を行う城が必要とされた為である。翌、慶長3年（1598年）直政は箕輪城から築城中の高崎城に移った。直政は入城に際し、当地を「高崎」（箕輪城下に直政が創建した恵徳寺の開山龍山詠潭和尚の「松は枯れることがあるが、高さには限りがない」との進言により）と名付けたとされている。箕輪より町家や社寺を移して城下町を築いた。
慶長5年（1600年）の関ヶ原の戦いの後、直政は近江国佐和山城に移封となった。その後は、諏訪氏、酒井氏、戸田氏、松平（藤井）氏、安藤氏、松平（長沢・大河内）氏、間部氏、松平（長沢・大河内）氏と譜代大名が目まぐるしく入れ替わり、明治維新を迎えた。最後の藩主は輝声（てるな）である。松平（長沢・大河内家）は歴代幕府要職に就くものが多かった。
元和5年（1619年）に入城した安藤重信は城の改修に着手した。以後、3代77年間をかけて大改修され近代城郭が整備された。
寛永10年（1633年）には、実兄である3代将軍徳川家光の命により、この城に幽閉されていた徳川忠長が当城で自裁した。
明治6年（1873年）廃城令により存城となり、第3師官官内分営所が置かれた。以後建造物は移築もしくは破却され、跡地の大半は歩兵第15連隊の駐屯地として使用された。

## 考古資料

### 遺構
上述の通り、堀と土塁がほぼ残っている。高崎市立中央図書館の正面玄関付近には調査の際に発見された石垣水路と石樋の一部が移築再現されている。
建築物は1974年（昭和49年）乾櫓が市内の農家に払い下げられ移築されて納屋として利用されていたが、群馬県指定重要文化財に指定されたのを期に三の丸模擬石垣上に移築復元された。また、東門も同じく農家に払い下げられていたが1980年（昭和55年）に乾櫓近くに移築復元された。市内の長松寺には徳川忠長が自刃したという書院が移築され、庫裡となっている。

## 画像

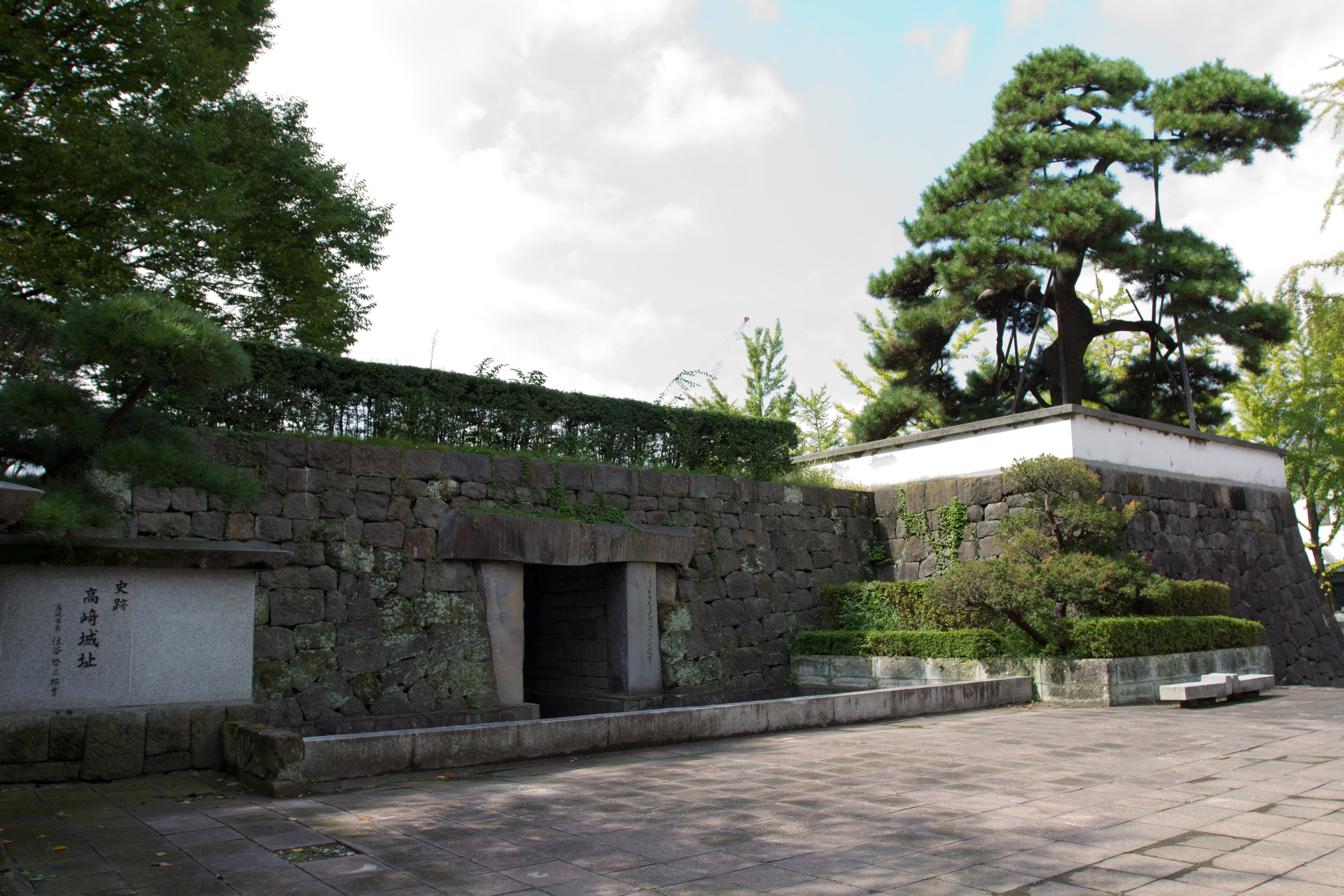
石垣
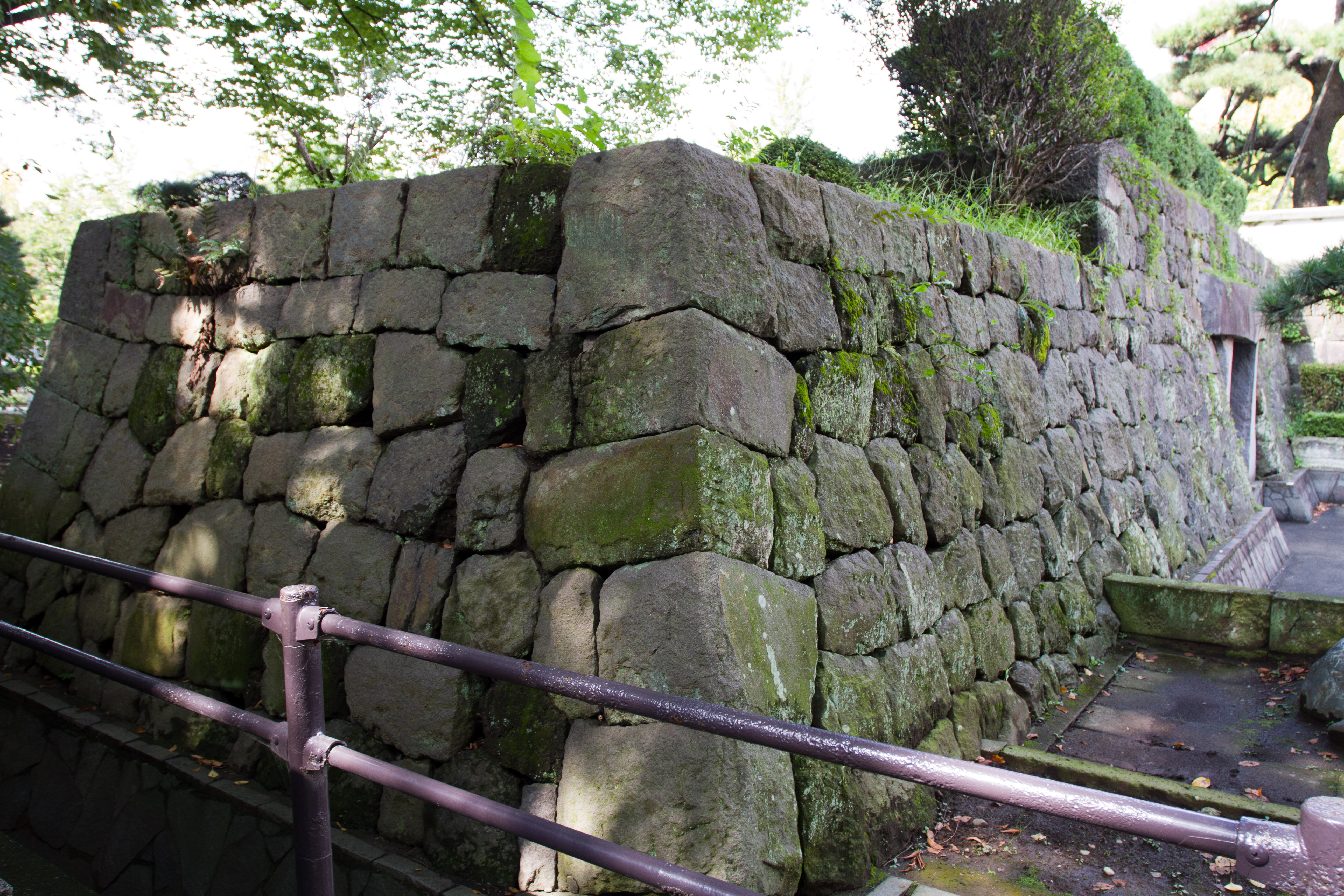
石垣
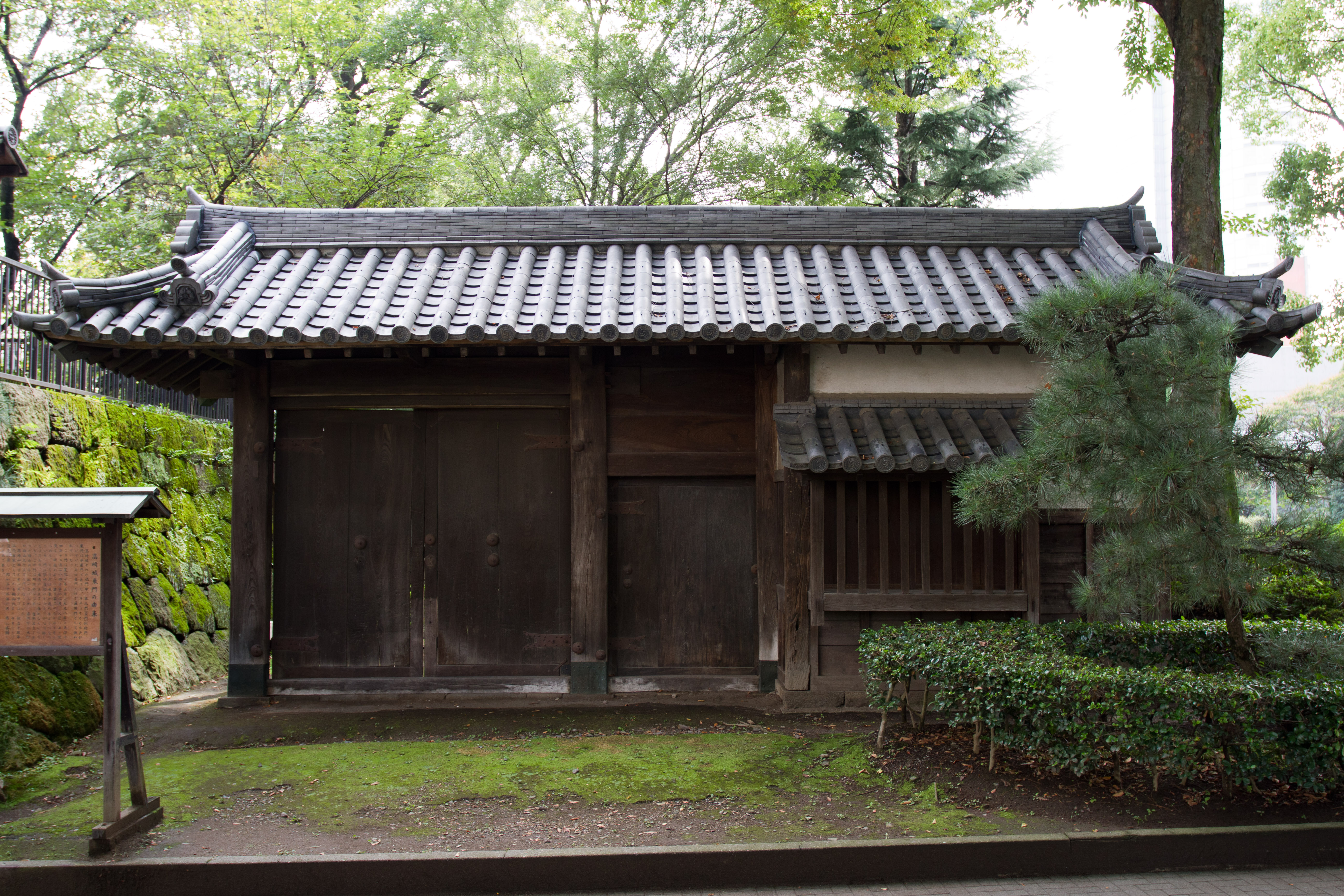
東門
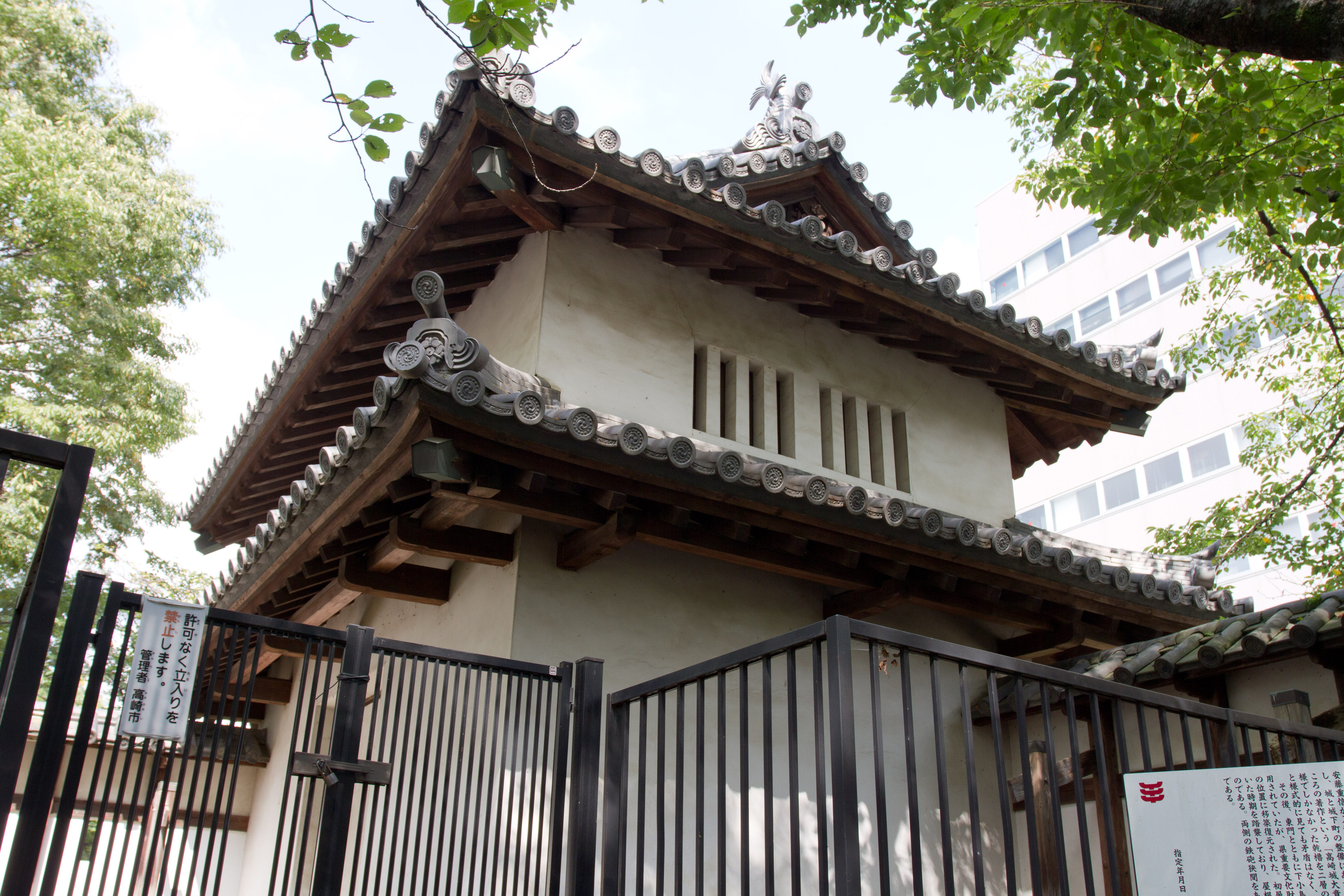
乾櫓
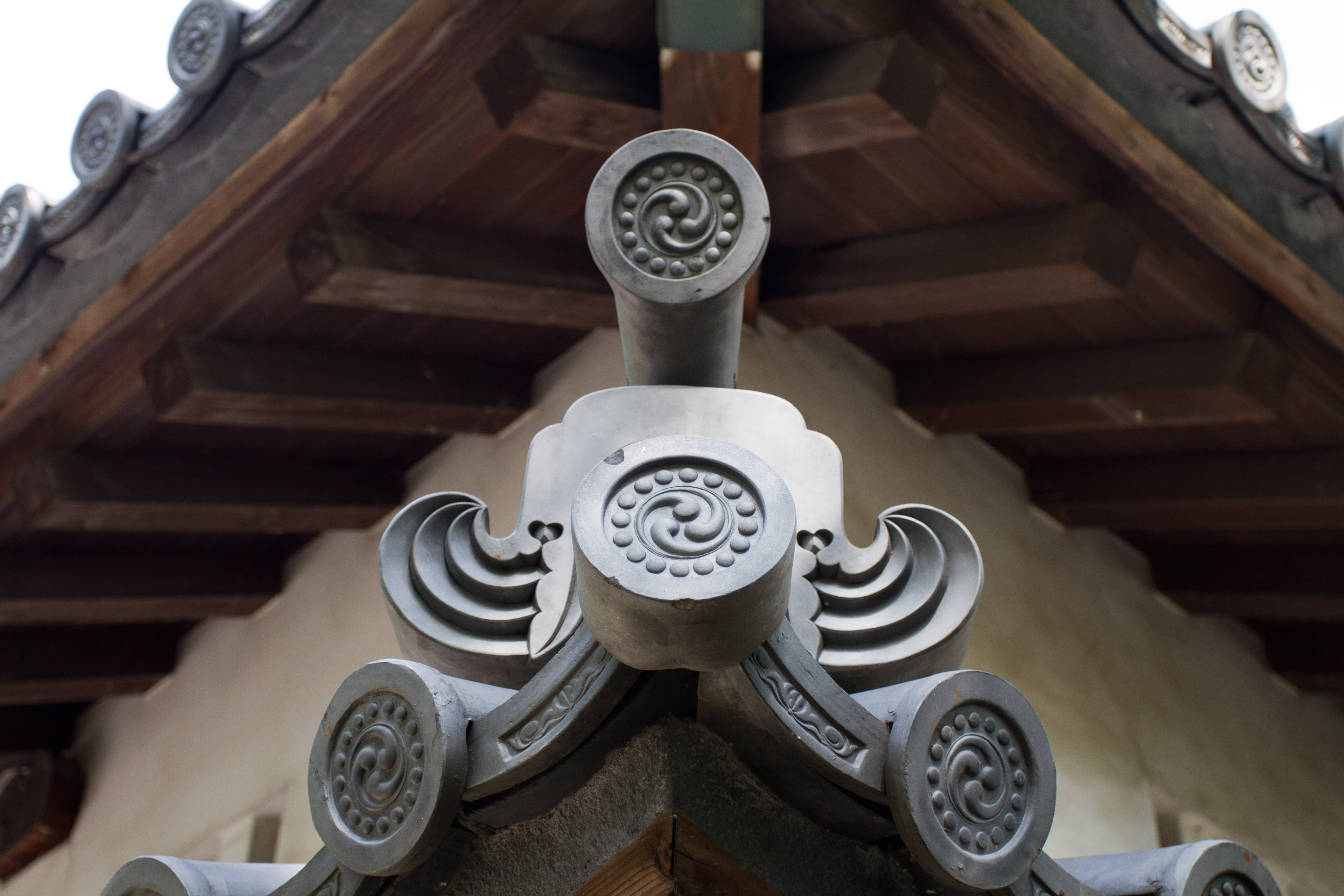
乾櫓の瓦